# 普爾夸帕號
普爾夸帕四號（法語：Pourquoi Pas ? IV）是第四艘為法國探險家让-巴蒂斯特·沙尔科所建造的船隻，它完成於1908年至1910年沙尔科的第二次南極遠征時期。1936年9月16日，普爾夸帕號和沙尔科葬身於在冰島外海，40名船員中僅1人獲救。

## 歷史
1907年，让-巴蒂斯特·沙尔科搭乘為南極遠征精心設計的普爾夸帕號前往南極，船上有一座圖書館及三座實驗室。此船由弗朗索瓦·戈蒂埃設計，在聖馬洛建造。
1908年至1910年，在第二次遠征期間，沙尔科搭乘此船於彼得曼島上過冬。1910年，他與滿載科學發現的普爾夸帕號回到法國，像是：完成測繪亞歷山大一世島、發現沙爾科島等。
1912年，普爾夸帕號成為法國海軍第一艘訓練船。1918年至1925年，沙尔科搭乘此船前往北大西洋、英吉利海峽、地中海和法羅群島等地，參與各項科研行動。利用船後加掛的拖網將水底沉積物撈起，用以研究水底岩石及地質。
1925年後，沙尔科受限於年齡無法再擔任船長一職，但他仍擔任遠征隊隊長探索過許多北極冰河地區。1926年，沙尔科與普爾夸帕號探索了格陵蘭東部海岸，並帶回許多化石及植物、昆蟲標本。
1928年，羅爾德·阿蒙森乘水上飛機拉唐47（Latham 47）前往尋找搭乘義大利號飛艇橫越北極失事的翁贝托·诺比莱而在海上消失，普爾夸帕號奉命前往調查阿蒙森的下落。
1934年，沙尔科與普爾夸帕號參與保羅-埃米爾·維克托（Paul-Émile Victor）發起的格陵蘭人種學調查，在塔西拉克的愛斯基摩人聚落中居住近一年的時間。1935年，沙尔科與普爾夸帕號回到當地尋找維克多和其他三名夥伴，並繪製當地的地圖。1935年9月16日，普爾夸帕號抵達冰島一處小港躲避溫帶氣旋。
1936年9月，此船返回人種學的任務上，向維克多等人遞交科研資料。9月13日，在一項探索任務結束後，普爾夸帕號停泊於雷克雅維克補給燃料。兩天後，9月15日，船隻啟程行向聖馬洛，但隔天旋即遭到強烈氣旋襲擊，於冰島米拉爾外海的奧爾塔內斯礁沉沒。23名船員當場死亡，17名生還，但最終只有1人獲救，69歲的探險家沙尔科也在死亡名單內。後有普爾夸帕點及普爾夸帕島紀念此艘船。

## 圖片

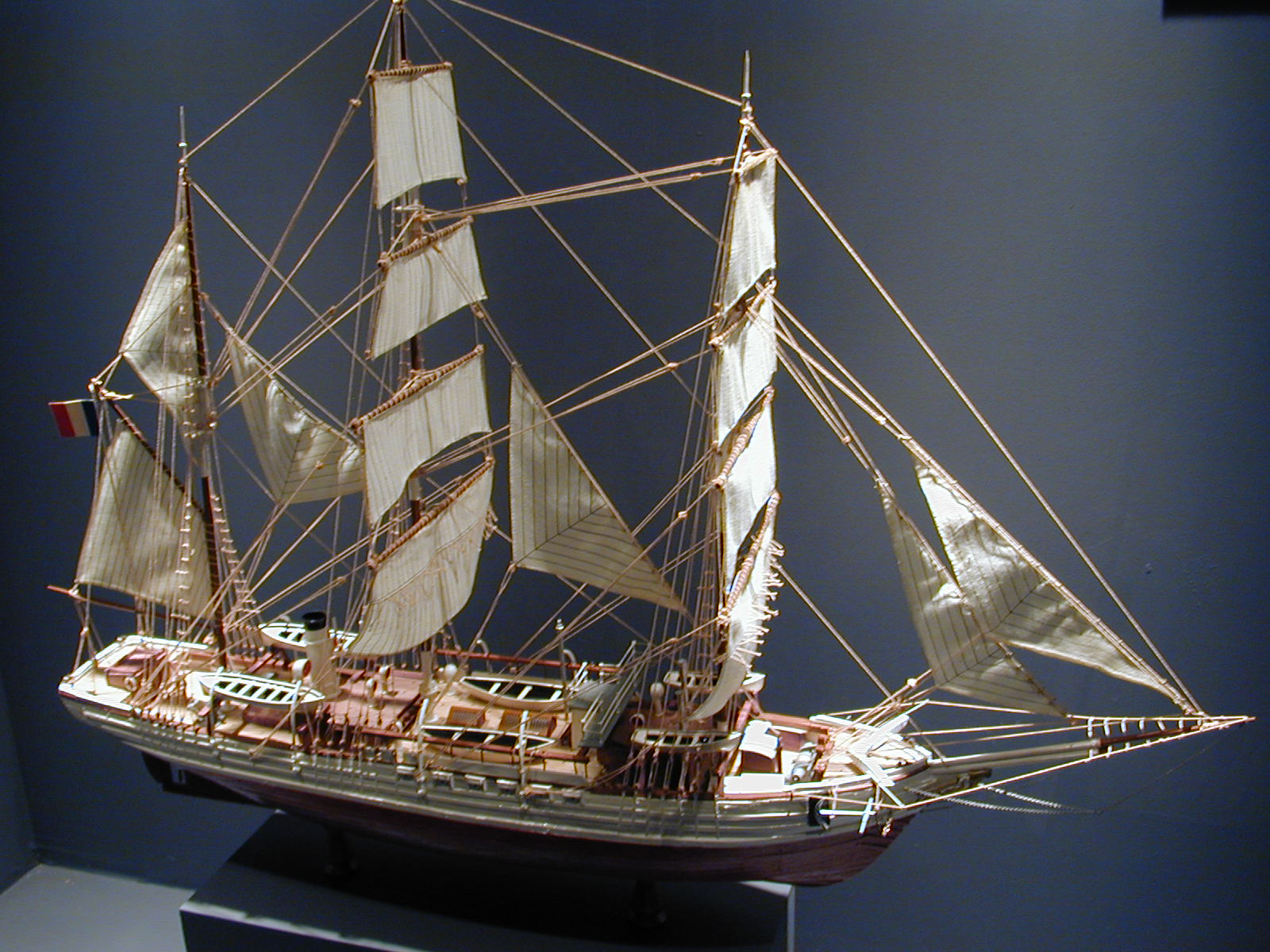
普爾夸帕號模型船復原
普爾夸帕號在第二次法國南極遠征的路線圖

## 外部連結
- 普爾夸帕號
- 倖存的生還者報告 （页面存档备份，存于）